# Evippa concolor
Evippa concolor är en spindelart som först beskrevs av Kroneberg 1875.  Evippa concolor ingår i släktet Evippa och familjen vargspindlar. Inga underarter finns listade i Catalogue of Life.